# Pepa Aurora
Josefa Aurora Rodríguez Silvera (Agüimes, Gran Canaria, 1946), conocida como Pepa Aurora, es una maestra, escritora, narradora, cuentista y poeta 
española que centra su trabajo en la literatura infantil.

## Biografía
Nació en Agüimes, Gran Canaria, el 23 de julio de 1946. Estudió en la Escuela de Magisterio de Las Palmas de Gran Canaria y ejerció su profesión de maestra hasta la jubilación, en el año 2005. Se le considera miembro del movimiento de maestros por la escuela canaria, que tuvo comienzo en la década de los 1970. Al poco de empezar a trabajar como docente, se dio cuenta de que a los niños no se les enseñaba nada relacionado con su entorno, por lo que decidió escribir cuentos y poemas que, luego, llevaría a as escuelas.
Durante más de treinta años se ha dedicado a llevar el cuento y la poesía a los niños por el Archipiélago Canario, resto de España y Latinoamérica, gracias a su vinculación con la Cátedra Iberoramericana Itinerante de Narración Oral Escénica, CIINOE.
Es autora de varios CD de cuentos y poemas, así como de varios ensayos y numerosos títulos de narrativa infantil, por los que ha recibido diferentes premios.
Entre sus obras más importantes se encuentran: Millo tierno, Papá Teide, Cuentos de misterio, brujas y miedos en un país sin luz, La isla de las ardillas, La lagartija escurridiza y Los coquitos de mi Ingenio, entre otros.

## Obras
- Millo Tierno, Las Palmas de Gran Canaria, Cofima, 1984.
- Papá Teide, La Laguna, Centro de la Cultura Popular Canaria, 1985.
- El Tayero, Las Palmas de Gran Canaria, Edirca, 1987.
- Cuentos de misterio, brujas y miedos en un país sin luz, La Laguna, Centro de la Cultura Popular Canaria, 1998.
- Los coquitos de mi Ingenio, Ayuntamiento de Ingenio, 1998.
- Cuentos canarios para los más jóvenes, La Laguna, Centro de la Cultura Popular Canaria, 1998.
- Nuevos Cuentos y poesías por Pepa Aurora (Premio “Ingenio de Oro 1999” de la Fundación Canaria Blas Sánchez), 1999
- Las isla de las ardillas, La Laguna, Centro de la Cultura Popular Canaria, 2001.
- Popó: El escarabajo de las Dunas, La Laguna, Centro de la Cultura Popular Canaria, 2004.
- Puipana, Interseptem, 2004
- Marichucena, Interseptem, 2004
- La Playa de las Marañuelas, Interseptem, 2004
- La morena chipiripi y otros cuentos canarios, La Laguna, Centro de la Cultura Popular Canaria, 2005.
- Cuentos Canarios para chinijos, La Laguna, Centro de la Cultura Popular Canaria, 2006.
- La caja de las palabras, Septem ediciones, 2006
- La Lagartija escurridiza, Madrid, Alfaguara infantil, 2007
- Un barranco junto a tu casa (ed. bilingüe: "A ravine near your house"), La Laguna, Centro de la Cultura Popular Canaria, 2007.
- Dos historias y un escenario, ayuntamiento Agüimes, 2008.
- Tilila, Septem ediciones, 2008
- El Monte de Las Brumas La Laguna, Centro de la Cultura Popular Canaria, La Laguna, Centro de la Cultura Popular Canaria, 2009.
- El Sapito Morín, editorial Maresía, 2009.
- La isla de los colores, , La Laguna, Centro de la Cultura Popular Canaria, La Laguna, Centro de la Cultura Popular Canaria, 2009.
- Cuentos para niños miedosos, editorial Maresía, 2010.
- Historia de una flor, Las Palmas de Gran Canaria, Editorial Anroart, 2010
- Juana Catalina, la última bruja de Canarias y sus descendientes en el siglo XXI y otros cuentos, La Laguna, Centro de la Cultura Popular Canaria, 2012.
- Kaweca , editorial Anaya, 2012.
- Las Montañas de azúcar, Editorial Anroart, 2013.
- Pinceladas, editorial Maresía, 2013
- Olas y más olas, editorial Diego Pun, 2014.
- Versos de Navidad, Casa de los cuentos, 2015
- Cuentos de la tradición oral en Canarias. Misterio, brujas y miedos. La Laguna, Centro de la Cultura Popular Canaria, 2015.
- El retorno de los lobos, La Laguna, Centro de la Cultura Popular Canaria, 2016.
- Versos del derecho y del revés, editorial Diego Pun, 2016.
- Cuentos de la tradición oral en Canarias para leer y contar, La Laguna, Centro de la Cultura Popular Canaria, 2017.
- Versos con chocolate, Canarias E-book, 2017.
- Voces del malpaís, editorial Diego Pun, 2017.
- Iguales y diferentes, Beginbook, 2018.
- Los León y Castillo, dos hermanos soñadores, editorial Vegueta, 2018.
- Aventuras y desventuras del Fray Antón, Centro de la Cultura Popular Canaria, 2020.

## Ensayos
- El lenguaje creativo en la escuela: experiencia de una maestra, Las Palmas de Gran Canaria, Anroart, 2008.
- Literatura Infantil y Juvenil en Canarias. Apuntes para la historia, 2012.

## Premios
- 1984,  "Alhóndiga", premio a la mejor copla.
- 1985, "Memorial Anastasia del Pino", primer premio de cuentos para niños.
- 1993, “Chamán”, máximo galardón que concede la Cátedra Iberoamericana Itinerante de Narración Oral Escénica para Niños.
- 2008, “Premio internacional de dicho y del pensamiento Garzón Céspedes”, primer premio.
- 2008, “Premio extraordinario de microtexto Garzón Céspedes”.
- 2009, "Premio Internacional de Microficción de poesía para niños".
- 2009, "Premio Telde al mérito cultural".
- 2010, "Añepa", bastçon honorífico de los Canarii, otorgado por la organización Solidaridad Canaria.
- 2011, "Premio Almendro de las Artes y las Letras", galardón cultural, en reconocimiento a su trayectoria literaria, entregado por el "Colectivo Artes y Letras" encargado de organizar el "V Encuentro Internacional de Literatura 3 Orillas".[3]
- 2018, "Premio Tamaimos", por ser un referente en la literatura infantil de habla hispana.
- 2020, "Can de Plata de las Artes", otorgado por el Cabildo de Gran Canaria.
- 2021, “Ganadora del Premio Rana”, otorgado por la Biblioteca Insular de Gran Canaria